# Lac Whillans
Le lac Whillans est un lac subglaciaire de l'Antarctique occidental situé sous le courant glaciaire Whillans (en) en amont de la plate-forme de Ross. Situé sous 700 mètres d'épaisseur de glace, c'est un lac actif qui se remplit et se vide tous les trois ans. Il fait l'objet de recherches dans le cadre du projet Wissard (The Whillans Ice Stream Subglacial Access Research Drilling Project, 2009 à 2015) qui veut y accéder par forage en utilisant une technique d'injection d'eau chaude. Ces chercheurs y parviennent le 27 janvier 2013 et prélèvent des échantillons d’eau et de sédiments.
En février 2013, l'équipe annonce la découverte de matière vivante dans les échantillons avec un taux d'environ mille bactéries par millilitre. Des analyses complémentaires sont prévues afin d'éliminer la possibilité d'une contamination et d'obtenir plus d'informations sur les organismes découverts, notamment leur séquençage ADN et la manière dont ils survivent dans ce milieu. 
Les premiers résultats d'analyses sont présentés au congrès de l'AGU de décembre 2013. Le lac aurait moins de dix ans et n'aurait en moyenne qu'une profondeur de 1,5 mètre. Son eau, d'une température de - 0,5 degré Celsius, contient beaucoup de carbone organique dissout mais peu d'oxygène et provient principalement de la fonte des glaces même si de l'eau de mer a déjà dû s'y déverser. La matière vivante y est présente à un taux beaucoup plus élevé qu'annoncé (environ 100 000 êtres unicellulaires par millilitre) et seize espèces d'archéobactéries  chimiolithotrophes y ont été identifiées grâce à leur ARN. Des analyses sur les sédiments du fond du lac ont mis en évidence une salinité croissante avec la profondeur et la présence importante de protéobactéries.